# Sefer Emini
Sefer Emini (in macedone Сефер Емини?; Skopje, 15 luglio 2000) è un calciatore macedone, centrocampista del SønderjyskE.

## Carriera

### Club
Cresciuto nel settore giovanile del Makedonija G.P., ha debuttato in prima squadra il 26 maggio 2019 nell'incontro di Prva makedonska fudbalska liga vinto 3-1 contro il Pobeda. Divenuto titolare la stagione successiva, ha segnato il suo primo gol tra i professionisti l'11 agosto nella trasferta vinta 2-0 contro il Vardar. Nell'ottobre del 2020 è stato acquistato a titolo definitivo dall'Akron Togliatti, club della seconda divisione russa; il 5 settembre 2021 è tornato al Makedonija in prestito, e sei mesi dopo è stato riacquistato a titolo definitivo dal club macedone.
Il 17 luglio 2022 ha firmato un contratto quadriennale con il SønderjyskE, con cui ha trascorso le stagioni 2022-2023 e 2023-2024 nella seconda divisione danese, vincendo il campionato 2023-2024 e facendo il suo esordio in prima divisione nella stagione successiva.

### Nazionale
Ha giocato con le nazionali giovanili macedoni Under-20 ed Under-21.

## Statistiche

### Presenze e reti nei club
Statistiche aggiornate al 23 aprile 2025.
| Stagione               | Squadra                | Campionato             | Campionato | Campionato | Coppe nazionali | Coppe nazionali | Coppe nazionali | Coppe continentali | Coppe continentali | Coppe continentali | Altre coppe | Altre coppe | Altre coppe | Totale | Totale |
| Stagione               | Squadra                | Comp                   | Pres       | Reti       | Comp            | Pres            | Reti            | Comp               | Pres               | Reti               | Comp        | Pres        | Reti        | Pres   | Reti   |
| ---------------------- | ---------------------- | ---------------------- | ---------- | ---------- | --------------- | --------------- | --------------- | ------------------ | ------------------ | ------------------ | ----------- | ----------- | ----------- | ------ | ------ |
| 2018-2019              | Makedonija G.P.        | PL                     | 1          | 0          | CM              | 0               | 0               | -                  | -                  | -                  | -           | -           | -           | 1      | 0      |
| 2019-2020              | Makedonija G.P.        | PL                     | 23         | 1          | CM              | 0               | 0               | UEL                | 0                  | 0                  | -           | -           | -           | 23     | 1      |
| ago.-ott. 2020         | Makedonija G.P.        | PL                     | 8          | 4          | CM              | 0               | 0               | -                  | -                  | -                  | -           | -           | -           | 8      | 4      |
| ott. 2020-2021         | Akron Togliatti        | PFN                    | 13         | 0          | CR              | 0               | 0               | -                  | -                  | -                  | -           | -           | -           | 13     | 0      |
| 2021-2022              | Akron Togliatti        | PFN                    | 1          | 0          | CR              | 0               | 0               | -                  | -                  | -                  | -           | -           | -           | 1      | 0      |
| Totale Akron Togliatti | Totale Akron Togliatti | Totale Akron Togliatti | 14         | 0          |                 | 0               | 0               |                    | -                  | -                  |             | -           | -           | 14     | 0      |
| 2021-2022              | Makedonija G.P.        | PL                     | 26         | 8          | CM              | 3               | 0               | -                  | -                  | -                  | -           | -           | -           | 29     | 8      |
| ago. 2022              | Makedonija G.P.        | PL                     | 2          | 2          | CM              | 0               | 0               | UECL               | 2                  | 0                  | -           | -           | -           | 4      | 2      |
| Totale Makedonija G.P. | Totale Makedonija G.P. | Totale Makedonija G.P. | 60         | 15         |                 | 3               | 0               |                    | 2                  | 0                  |             | -           | -           | 65     | 15     |
| 2022-2023              | SønderjyskE            | 1D                     | 23         | 2          | CD              | 5               | 1               | -                  | -                  | -                  | -           | -           | -           | 28     | 3      |
| 2023-2024              | SønderjyskE            | 1D                     | 28         | 7          | CD              | 1               | 0               | -                  | -                  | -                  | -           | -           | -           | 29     | 7      |
| 2024-2025              | SønderjyskE            | SL                     | 25         | 1          | CD              | 1               | 0               | -                  | -                  | -                  | -           | -           | -           | 26     | 1      |
| Totale SønderjyskE     | Totale SønderjyskE     | Totale SønderjyskE     | 76         | 10         |                 | 7               | 1               |                    | -                  | -                  |             | -           | -           | 83     | 11     |
| Totale carriera        | Totale carriera        | Totale carriera        | 150        | 25         |                 | 10              | 1               |                    | 2                  | 0                  |             | -           | -           | 162    | 26     |

## Palmarès

### Club

#### Competizioni nazionali
- Kup na Makedonija: 1

Makedonija G.P.: 2021-2022
- 1. Division: 1

SønderjyskE: 2023-2024